# Korak od sna
Korak od sna četvrti je studijski album Prljavog kazališta i posljednji album na kojem je vokal Davorin Bogović. Album sadrži megahit "Sve je lako kad si mlad", od ostalih je poznatija naslovna pjesma, kao i "Dobar vjetar u leđa" u kojoj na svoj način iskazuju poštovanje jednom od najvećih glumaca Hollywooda Montgomery Cliftu. 

## Popis pjesama
1. Sve je lako kad si mlad (3:00)
2. Dobar vjetar u leđa (3:49)
3. Stajao sam (3:03)
4. Buntovnik bez razloga (5:11)
5. Korak od sna (3:12)
6. Loš dan (4:01)
7. Čini mi se (5:35)
8. Milioner (3:11)

## Izvođači
- ritam gitara, prateći vokal - Jasenko Houra
- vokal - Davorin Bogović
- solo gitara - Marijan Brkić
- bas gitara - Ninoslav Hrastek
- bubnjevi - Tihomir Fileš

## Gosti
- prateći vokal - Zdenka Kovačiček
- klavijature - Rajko Dujmić
- saksofon - Miroslav Sedak
- prateći vokal - Mladen Bodalec
- violina - Vatroslav Markušić

## Produkcija
- producent - Prljavo kazalište
- snimatelj i koproducent - Nenad Zubak
- fotografija i dizajn - Dražen Kalenić
- izvršni producent - Milan Škrnjug
- tekst, muzika i aranžman - Jasenko Houra, osim 8. prema tekstu Drage Britvića "Milioner"